# Gas CN
Il gas CN, o cloroacetofenone, è una sostanza usata come gas lacrimogeno.
È stato oggetto di studi durante la prima e la seconda guerra mondiale ma non fu mai utilizzato. Il suo primo utilizzo è stato in Vietnam da parte dell'esercito statunitense.
In Italia è stato utilizzato nel 2001 per disperdere i manifestanti durante il G7 di Genova, fatto scoperto dal rinvenimento per le strade di diverse cartucce metalliche esplose, riportanti la scritta: “Cartuccia 40 mm, a caricamento lacrimogeno al CN.  STA-1-97”
A causa della sua elevata tossicità è stato sostituito dal gas CS e dallo spray al peperoncino, più efficaci e meno pericolosi.
Come il gas CS, questo composto irrita le mucose (orali, nasali, congiuntivali e tracheobronchiali). A volte può causare perdita di equilibrio, disorientamento e svenimento. Più raramente anche irritazione cutanea e dermatite da contatto.